# 스톱 아웃 SC
스톱 아웃 SC(Stop Out Sports Club)는 뉴질랜드의 축구단이다.

## 역사
1919년 웰링턴 시티 미션과 관련된 웰링턴의 어린이들에게 레크리에이션을 제공하여 그들이 "stop outs"가 되는 것을 방지하기 위해 구단이 창단되었다. 구단은 복싱, 육상 및 소프트볼을 포함한 여러 스포츠에 참여해 왔다. 그러나 축구가 구단의 주 스포츠로 자리 잡았다.
1929년에 모렐 스톱 아웃 클럽으로 설립된 축구단은 1932년에 이름을 스톱 아웃으로 변경했다 구단은 1956년 채텀 컵에서 우승했고, 1977년 뉴질랜드 내셔널 풋볼 리그에서 준우승을 했다. 또한 1983년과 1984년에는 센트럴 리그 우승을 차지했다.
2006 시즌에 클럽의 남자 1군 팀은 10년 만에 처음으로 센트럴 리그에서 뛰게 되었지만 2년만에 바로 강등되었다. 2014년 승격 후, 다시 한 번 센트럴 리그에서 뛰게 되었다.
남자 팀은 2014년 캐피털 프리미어의 챔피언이었으며 2013년에도 우승했었다
여성 1군 팀은 2011년과 2013년 캐피털 프리미어 우먼스 리그에서 우승했으며 2015년 켈리 컵 준우승을 차지했다